# Wilhelm Eick
Joseph Wilhelm Eick, född 13 oktober 1879 i Benrather Hof i nuvarande Rheinland-Pfalz i Tyskland, död i 27 februari 1934 i Stockholm, var en tyskfödd arkitekt som var verksam i Sverige. 
Eick kom till Sverige 1908, och var till en början bosatt i Stockholm. 1917-1931 var han bosatt och verksam i Arvika och står där  bakom ett stort antal privata och kommunala byggnader. Han ritade därutöver länslasaretten i Torsby och Årjäng, och byggnader för Bofors i Karlskoga. Stilen var företrädesvis Nordisk klassicism.
Han var gifte sig 1918 med Ebba Elgstrand. Wilhelm Eick är gravsatt på Norra begravningsplatsen i Stockholm.

## Verk i urval
- Omybyggnad av Arvikas Baptistkyrka (runt 1920)
- Bryggaren 2, Storgatan 21, Arvika (1921-1922)
- Bryggaren 3, Storgatan 21A, Arvika (1921) - ombyggnad
- Tingshus åt Jösse domsaga, Arvika (1922) - senare rivet
- Furuhov 9, Cisterngatan 38 Arvika (1922) - läkarvilla
- Arvika sjukstuga (1923)
- Köpmannen 3, Styckåsvägen 5, Arvika (1923) - Villa åt grosshandlare Gustaf Lindén
- Köpmannen 4, Styckåsvägen 3, Arvika (1923)
- Köpmannen 5, Styckåsvägen 1, Arvika (1923)
- Biografen Palladium, Arvika (1924-25)
- Länslasarett i Torsby (1924)[6]
- Länslasarett i Årjäng, (1925)[7]
- Furuhov 5 , Hamngatan 29 Arvika (1926) - villa åt musikdirektören Olof Söderlund
- Muraren 2, Vikengatan 23, Arvika (1927-28) - landshövdingehus
- Karlskoga härads sparbank, (1928-29)
- Bofors huvudkontor, Karlskoga (1929-1930)[8]
- Bofors bolagshotell, Karlskoga (1929-1930)[8]

## Bilder

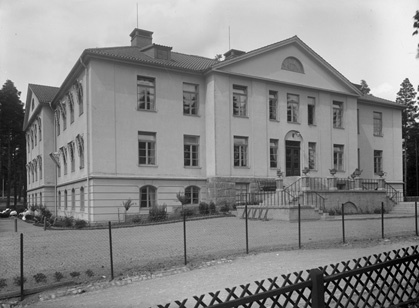
Arvika sjukstuga
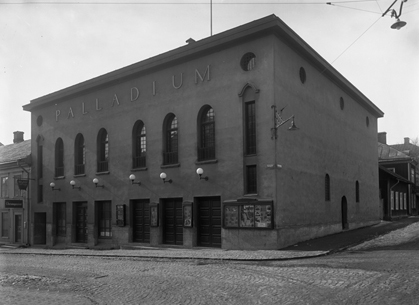
Palladium, Arvika
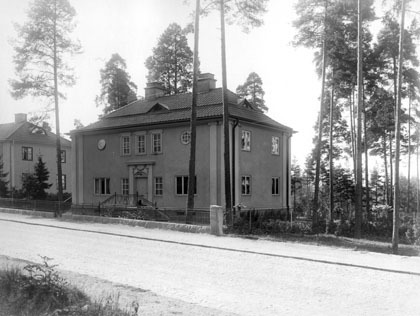
Järnhandlare Gustaf Lindéns villa
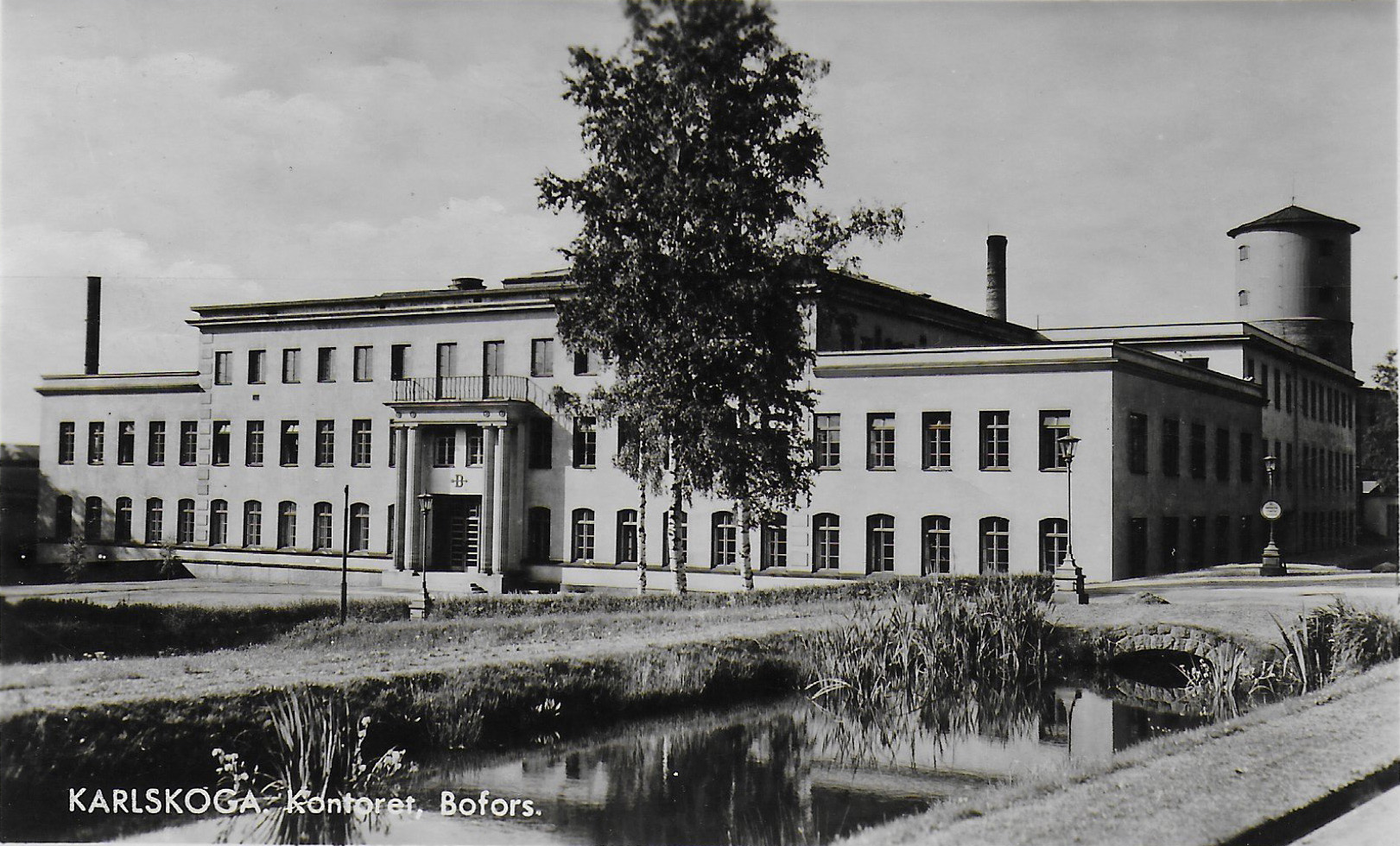
Bofors huvudkontor
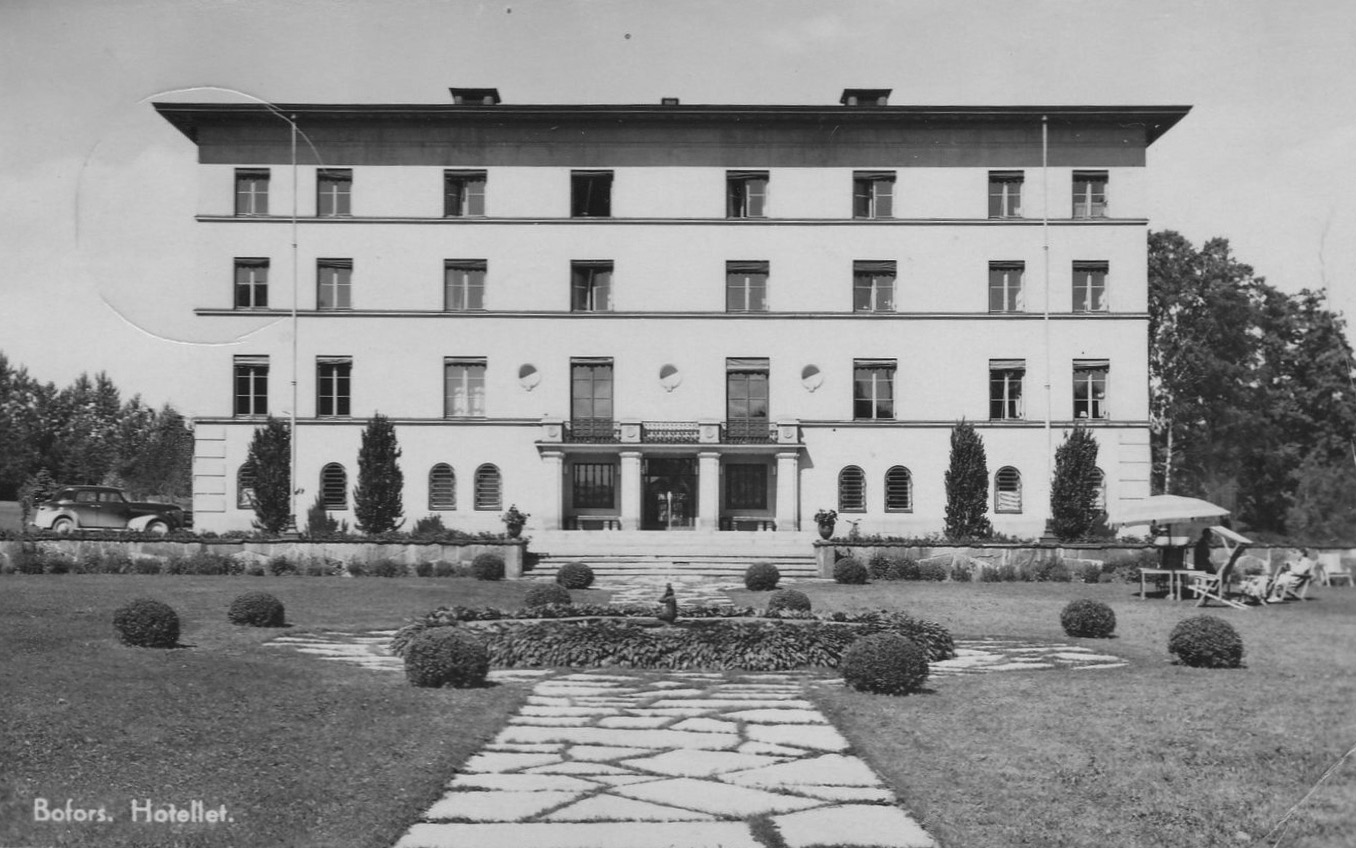
Bofors hotell